# فرودگاه ایوامی
فرودگاه ایوامی (به انگلیسی: Iwami Airport) یک فرودگاه همگانی با کد یاتا IWJ است که یک باند فرود آسفالت بتن دارد و طول باند آن ۲۰۰۰ متر است. این فرودگاه در شهر ماسودا کشور ژاپن قرار دارد .

## شرکت‌های هواپیمایی و مقصدهای پروازی
| شرکت‌های هواپیمایی | مقصدهای پروازی      |
| ----------------- | ------------------- |
| آل نیپون ایرویز   | هانه‌دا فصلی: اوساکا |